# Potyczka w Anastazewie
Potyczka w Anastazewie – potyczka powstańców wielkopolskich z siłami pruskimi, do której doszło 28 grudnia 1918 roku we wsi Anastazewo, która była kolejowym (Gnieźnieńska Kolej Wąskotorowa) i drogowym przejściem granicznym na teren wolnej już wtedy Polski.
Konieczność opanowania strategicznego przejścia granicznego zapadła podczas narady w Gnieźnie w dniu 28 grudnia 1918, tuż po wybuchu powstania w Poznaniu. Konieczne było zlikwidowanie oddziałów Grenzschutzu (kompania E34 pod dowództwem porucznika Kortüma z Witkowa) rozlokowanych zarówno w Anastazewie, jak i Szydłówcu. Po zdobyciu pewnej ilości broni oddziały powstańcze wyruszyły na Anastazewo, zwróciwszy się wcześniej o pomoc do Wojska Polskiego stacjonującego za granicą – w Budzisławiu i Lipnicy.
Pluton Grenzschutzu i oddział niemieckiej straży granicznej liczył w Anastazewie około 60 ludzi. Siły polskie to 70 żołnierzy (ochotników) pod dowództwem Józefa Bilskiego (główne siły) i Ignacego Kozłowskiego (szpica). Podchodząc pod wieś natknięto się na trzyosobowy patrol niemiecki, z którego zlikwidowano dwóch ludzi, ale trzeci zbiegł, powiadamiając placówkę o ataku. Utracono tym samym element zaskoczenia i szybko rozwinięto tyralierę, uderzając frontalnie na Anastazewo. Część budynków opanowano stosunkowo szybko, gdyż Niemcy broniący ich poddali się. Część załogi niemieckiej skutecznie broniła odwachu na stacji wąskotorowej. Ogień był jednak chaotyczny, a atak powstańców brawurowy, o zmasowanej sile ognia i z użyciem dużej liczby granatów ręcznych. Wszystko to zadecydowało o ostatecznym poddaniu się Grenzschutzu w stacji kolejowej (jeden zabity, trzech rannych). Przy tylko jednym rannym zdobyto duże ilości broni, amunicji i innego sprzętu wojskowego, a także otwarto drogę do całkowitego przejęcia władzy przez Polaków w Powidzu. Już po zakończeniu szturmu przybył do wsi oddział 43 żołnierzy Wojska Polskiego pod dowództwem chorążego Bognera z III batalionu 29. pułku piechoty.